# Platanus lindeniana
Platanus lindeniana, 30 do 40 metara visoko drvo iz porodice Platanaceae ili vodoklenovki. Rasprostranjeno je po Meksiku i susjednoj Gvatemali.

## Sinonimi
- Platanus chiapensis Standl.
- Platanus mexicana var. peltata Jaennicke
- Platanus oaxacana Standl.
- Platanus occidentalis var. lindeniana (M.Martens & Galeotti) Jaennicke
- Platanus orientalis var. lindeniana (M.Martens & Galeotti) Kuntze